# Rajd San Martino di Castrozza 1974
Rajd San Martino di Castrozza 1974 (11. Rally San Martino di Castrozza) – 11 edycja rajdu samochodowego Rajd San Martino di Castrozza rozgrywanego we Włoszech. Rozgrywany był od 28 do 31 sierpnia 1974 roku. Była to osiemnasta runda Rajdowych Mistrzostw Europy w roku 1974.

## Klasyfikacja rajdu
| Miejsce                      | Kierowca                     | Pilot                        | Samochód                     | Czas                         | Strata                       |                              |
| Klasyfikacja generalna i ERC | Klasyfikacja generalna i ERC | Klasyfikacja generalna i ERC | Klasyfikacja generalna i ERC | Klasyfikacja generalna i ERC | Klasyfikacja generalna i ERC | Klasyfikacja generalna i ERC |
| ---------------------------- | ---------------------------- | ---------------------------- | ---------------------------- | ---------------------------- | ---------------------------- | ---------------------------- |
| 1.                           | Fulvio Bacchelli             | Bruno Scabini                | Fiat 124 Abarth Rallye       |                              | 0.0                          |                              |
| 2.                           | Maurizio Verini              | Gino Macaluso                | Fiat 124 Abarth Rallye       | 58                           |                              |                              |
| 3.                           | Pilota Il                    | Serena Pittoni               | Porsche 911 Carrera RS       | 1:11                         | +13                          |                              |
| 4.                           | Claudio De Eccher            | Claudio Salvador             | Porsche 911 Carrera          | 4:22                         | +3:24                        |                              |
| 5.                           | António Borges               | Antonio Morais               | Porsche 911 Carrera          | 5:06                         | +4:08                        |                              |
| 6.                           | Vanni Tacchini               | Gianti Simoni                | Fiat 124 Abarth Rallye       | 6:08                         | +5:10                        |                              |
| 7.                           | Roberto Liviero              | Roberto Cernigai             | Porsche 911 Carrera 3.0      | 7:31                         | +6:33                        |                              |
| 8.                           | Luciano Trombotto            | Giuseppe Zanchetti           | Alfa Romeo Alfetta           | 10:02                        | +9:04                        |                              |
| 9.                           | Donatella Tominz             | Gabriella Mamolo             | Fiat 124 Abarth Rallye       | 10:07                        | +9:09                        |                              |
| 10.                          | Giovanni Casarotto           | Francesca Serafini           | Lancia Fulvia 1.6 Coupé HF   | 12:20                        | +11:22                       |                              |